# Al Ahly Wad Madani
Pour les articles homonymes, voir Al Ahly.
Maillots
Actualités
Le Al Ahly Sports Club (en arabe : النادي الأهلي الرياضي), plus couramment abrégé en Al Ahly, est un club soudanais de football fondé en 1928 et basé dans la ville de Wad Madani.

## Histoire
Le club a remporté la Coupe du Soudan en 1982 et atteint la finale en 2000. Ce succès a permis au club de participer à la Coupe des Coupes en 1983, où il est éliminé au deuxième tour par le club zimbabwéen de CAPS United.
En championnat, sa meilleure performance est une 3e place, obtenue lors de la saison 1998.

## Palmarès
| Compétitions nationales                                                                                              |
| --- |
| - Championnat du Soudan : - Vice-champion : 1970 et 1982. - Coupe du Soudan : - Vainqueur : 1982 - Finaliste : 2000. |

## Entraîneurs du club
- Abdalal Satti
- Yaser Hadasa